# Masoller
Masoller é uma localidade uruguaia do departamento de Rivera, na zona norte do departamento, ao lado do Rincão de Artigas (Fronteira Brasil-Uruguai) Está situada a 48 km da cidade de Rivera, capital do departamento.

## Toponímia
A localidade possui este nome em homenagem à família que era dona dos campos que fazem parte da comunidade. 

## População
Segundo o censo de 2011 a localidade contava com uma população de 240 habitantes.
| Variação demográfica do município entre 1963 e 2011 |
|                                                     |

## História
Este lugar é conhecido por ser o campo de combate colorados e blancos durante a batalha de Masoller, que foi o último enfrentamento entre as duas facções políticas dominantes na época no Uruguai. Ela sucedeu muitos anos depois de terminada a Guerra Grande, que foi a guerra civil uruguaia. A resultante da batalha  de Masoller foi um ferimento que levaria à morte o líder blanco Aparício Saraiva dias após.

## Geografia
Masoller se situa próxima das seguintes localidades: ao nordeste, Rivera, a oeste, Mataojo (departamento de Artigas), a sul Tranqueras .

## Autoridades
A localidade é subordinada diretamente ao departamento de Rivera, não sendo parte de nenhum município riverense.

## Transporte
A localidade possui a seguinte rodovia:
- Ruta 30, que liga Bella Unión (na Zona Rural, empalme com Ruta 3) ao cruzamento com a Ruta 5 (interior do departamento de Rivera). [8][9]